# گروه سعودی بن لادن

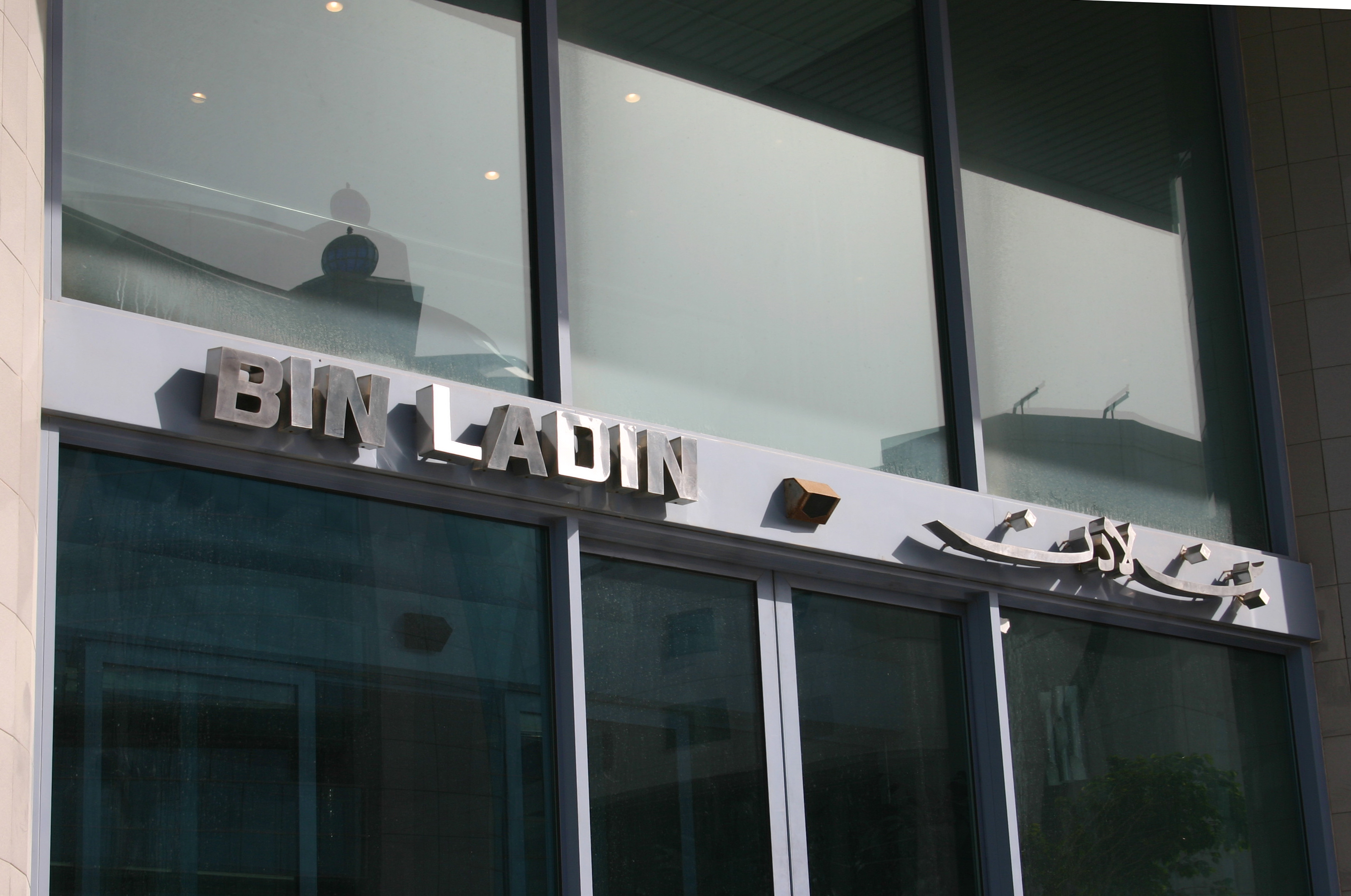
ساختمان اداری گروه سعودی بن لادن، در دوبی

گروه سعودی بن لادن (به عربی: مجموعة بن لادن السعودية) شرکت هلدینگ و خوشه‌ای عربستانی است، که تمرکز اصلی آن در زمینه ساخت و ساز بناها و ساختمان‌های تجاری، توسعه زیرساخت‌های شهری، راه‌سازی و احداث فرودگاه، همچنین ساخت نیروگاه و کارخانجات صنعتی معطوف می‌باشد. این شرکت هم‌اکنون به‌عنوان بزرگ‌ترین شرکت ساخت‌وساز خصوصی جهان، محسوب می‌شود.
شرکت سعودی بن‌لادن در سال ۱۹۳۱ توسط محمد بن لادن تأسیس شد. وی به جهت روابط نزدیکی که با ملک عبدالعزیز بنیانگذار عربستان سعودی داشت، در سالهای نخست فعالیتش پروژه‌های ساختمانی مهمی را با دولت سعودی به امضا رساند، که از جمله آنها می‌توان به نوسازی مسجدهای مکه و مدینه اشاره کرد.
محمد بن لادن در سال ۱۹۶۸ در اثر سقوط هواپیما درگذشت، سپس سالم بن لادن فرزند ارشد وی، ریاست شرکت را در دست گرفت. سالم بن لادن نیز در سال ۱۹۸۸ در حادثه سقوط هواپیمای شخصی‌اش درگذشت. از ۱۹۸۸ تا کنون نیز بکر بن لادن (دومین پسر محمد بن لادن) به‌عنوان رئیس هیئت مدیره گروه سعودی بن‌لادن فعالیت می‌کند.
گروه سعودی بن‌لادن در حال حاضر دارای عملیات ساخت و ساز در کشورهای عربستان سعودی، امارات متحده عربی، مالزی، سنگال، یمن، مصر، قطر و لبنان می‌باشد. از پروژه‌های مهمی که توسط این گروه انجام شده می‌توان به: فرودگاه بین‌المللی بلز دیان، فرودگاه بین‌المللی کوالالامپور، فرودگاه بین‌المللی شارجه، فرودگاه بین‌المللی ملک عبدالعزیز و ابراج البیت اشاره نمود.
شرکت سعودی بن‌لادن هم‌اکنون در حال ساخت برج المملکه جده می‌باشد. این برج با ۱۶۷ طبقه و ۱٫۰۰۰ متر ارتفاع، هنگام تکمیل، بلندترین آسمان‌خراش جهان خواهد بود. دفتر مرکزی این شرکت در شهر جده، عربستان سعودی قرار دارد.